# 波士顿会展中心
波士顿会展中心 (BCEC)是美国马萨诸塞州波士顿的展览馆。该会展中心展馆面积约为516,000平方英尺（47,900平方），是美国东北部最大的会展中心。主展厅由三个展区组成，可以单独隔开同时举办多个展会，也可连在一起成为一个巨大的展览空间。
展馆坐落于南波士顿海滨区的波士顿世贸中心附近，与洛根将军国际机场仅隔着一个波士顿港。会展中心一个街区外是MBTA快捷公交银线的世贸中心站。搭乘银线快捷公交可以到达洛根国际机场或者波士顿南站。

## 历史
大约在1997年时，当时的國家美式橄欖球聯盟新英格兰爱国者球队的老板罗伯特·卡夫伙同麻州港务局，希望在会展中心所在的这块土地上兴建一座体育馆作为球队的新主场，如此一来，体育场将会离波士顿市中心更近。但由于周围居民对交通的顾虑，该项目未能实现。
90年代末，波士顿每年夏天举办的Macworld展会被举办方转移至纽约的雅各·贾维茨会议中心举行。大众普遍认为举办方做出这项决定是由于波士顿并没有可以容纳整个展会的场馆。
由于会展中心坐落于南波士顿海港区，离波士顿大型酒店集中的区域有一定距离，其选址的正确性饱受争议。但是，会议中心附近已经规划并建设了几座新的酒店。马萨诸塞州立法机构在1997年法令152章中，批准兴建波士顿会展中心，同时重建马萨诸塞州斯普林菲尔德会议中心。法令152章授权在波士顿海港区征地约60英亩。后来在本地政客的争取下，将这里重命名为南波士顿海滨区（英語：South Boston Waterfront）。会展中心项目由波士顿城建管理局和马萨诸塞州会议中心管理局共同负责，雇用铁狮门建筑公司作为业主代表。会展中心与2004年6月正式启用。当年夏天的Macworld展会作为波士顿会展中心举办的第一场展会，重回波士顿。由于苹果公司的缺席，展会的参展人数下降，缩小展会规模并于次年转至波士顿后湾区的海因斯会议中心举行。
随着威斯汀酒店的开业，波士顿会展中心卷土重来。波士顿会议中心管理局2007年的年度报告指出，2007年会议中心吸引了160万与会者，预订了100万间酒店客房，造成了8.9亿美元的经济效益。
新英格兰车展长期以来在波士顿多切斯特 (波士頓)区的湾区会展中心举办，2007年展会转移至波士顿会展中心举办，该展会据统计为会议中心带来9万与会人员。同年，波士顿会展中心在活动解决方案聚焦奖中荣获2007年年度会议中心的荣誉称号。2007年，BCEC还举办了AIIM/On Demand、扬基牙科大会和eBay! Live等大型展会。会展中心的成功使得管理局对拓展计划展开进一步讨论。
2010年，PAX East游戏展将举办场馆迁至会展中心，每年为会议中心吸引成百上千的游客。最近的一次PAX East游戏展于2019年3月28日至31日举行。
曾有人质疑波士顿会展中心的建成将会对海因斯会议中心造成巨大打击。然而2007年海因斯会议中心的预订量比去年增长了10%，之前的质疑被认为是毫无根据的。
会议中心由纽约市拉斐尔·维尼奥利建筑事务所和波士顿NHTB公司合作设计，于2004年建成。Shen Milsom & Wilke提供信息技术设计，为场馆提供了灵活、可重新配置的电信网络系统。
2009年，马萨诸塞州会议中心管理局启动了“前五争霸”倡议，希望将波士顿打造成北美最适宜举办会议的前5座城市之一。该倡议建议为波士顿增加更多的酒店客房。2011年，管理局提出了20亿美元的扩张计划。2012年，生物技术产业组织会议表示，如果波士顿不增加更多客房来容纳更多的与会人员，它们将不会如期回到波士顿举办会议。
2013年9月，麻州宣布于2015年开始运行往返于后湾站和会展中心的火车，这将使与会人员更方便往返于会与中心与市中心后湾的酒店区，在会展中心旁建立{{le|波士顿会展中心站|Boston Convention and Exhibition Center (MBTA Station)|新的火车站]]。

## 相册

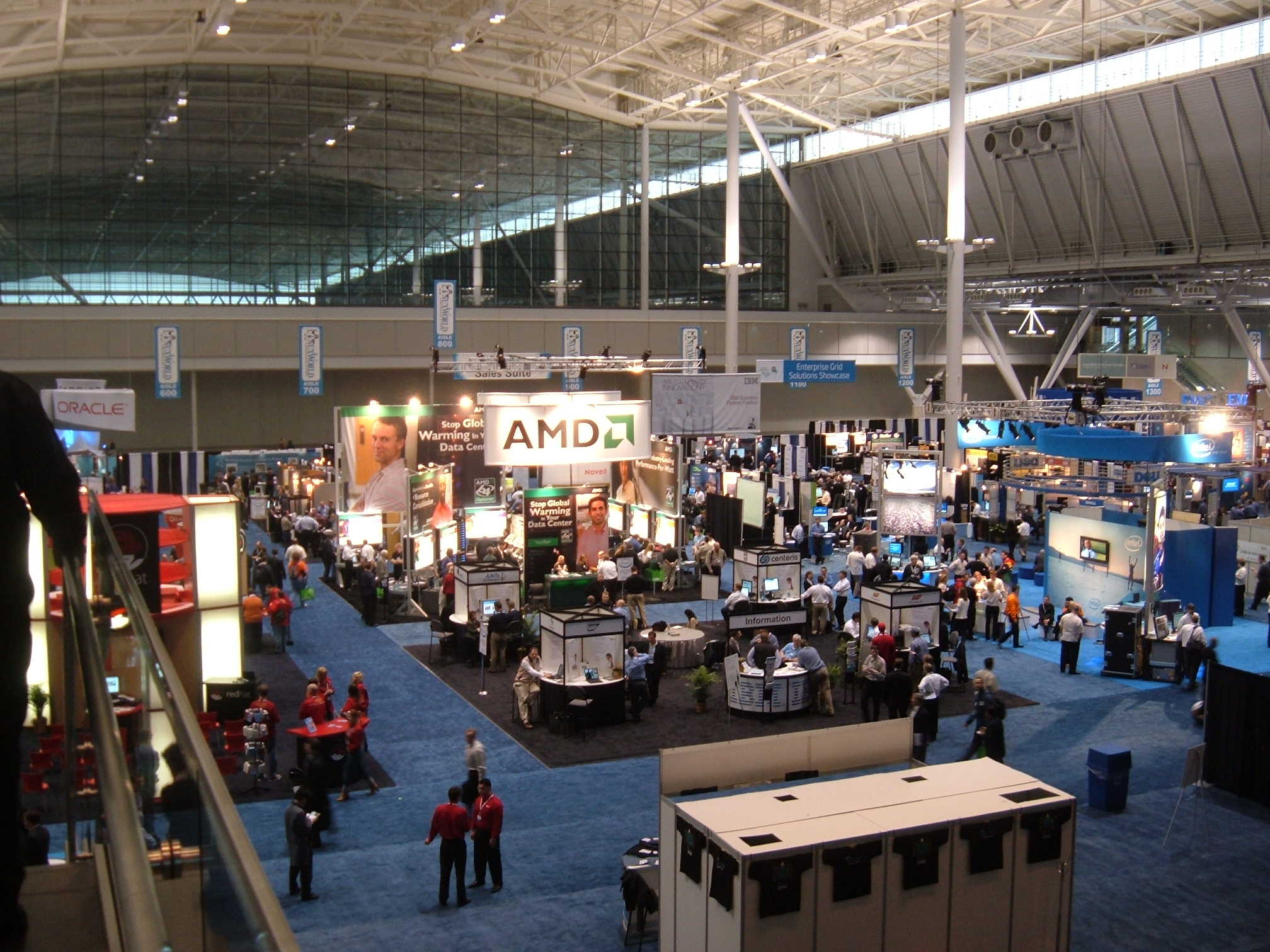
2006年LinuxWorld（英语：LinuxWorld Conference and Expo）展会。
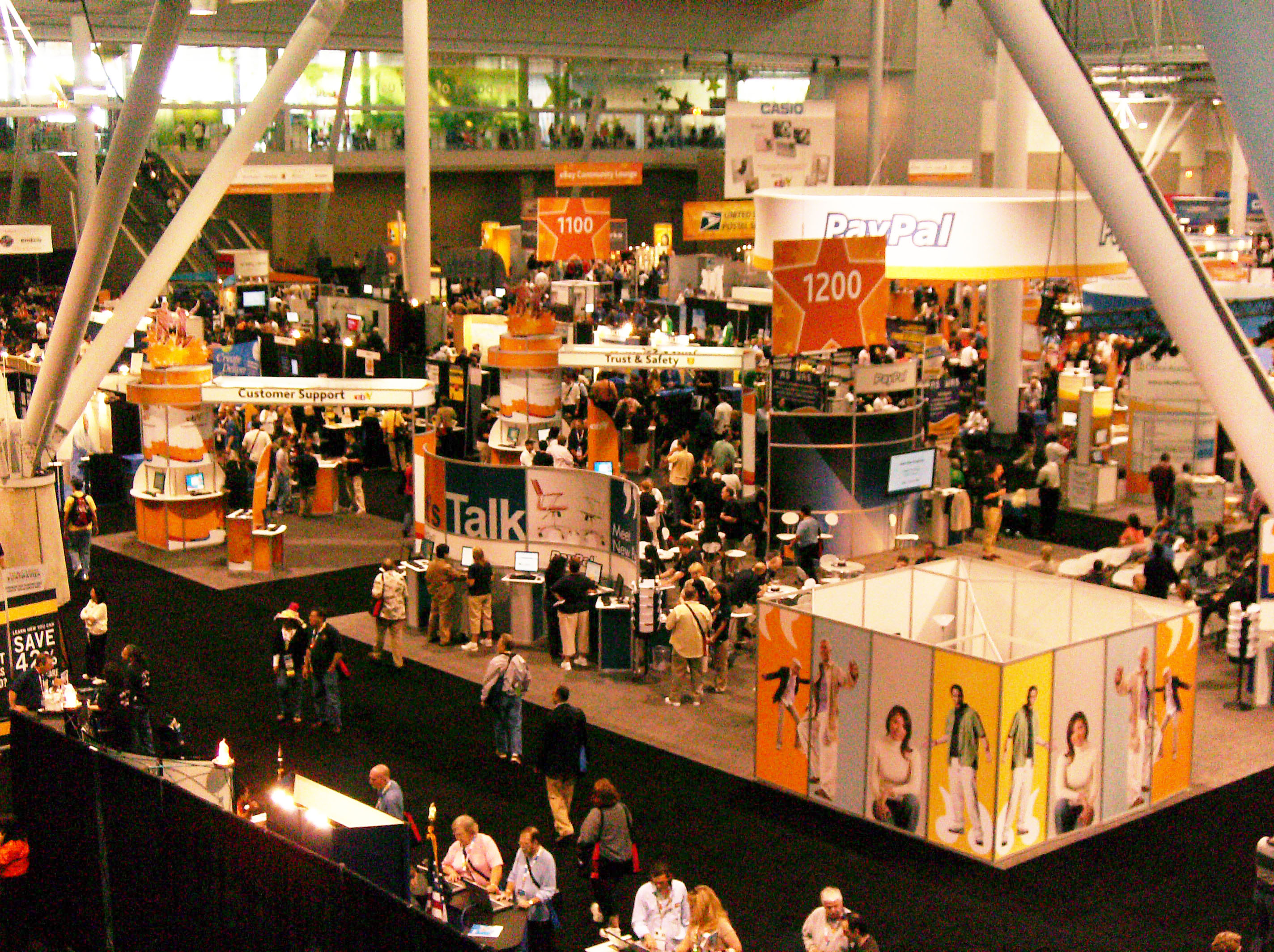
2007年EBay Live展会
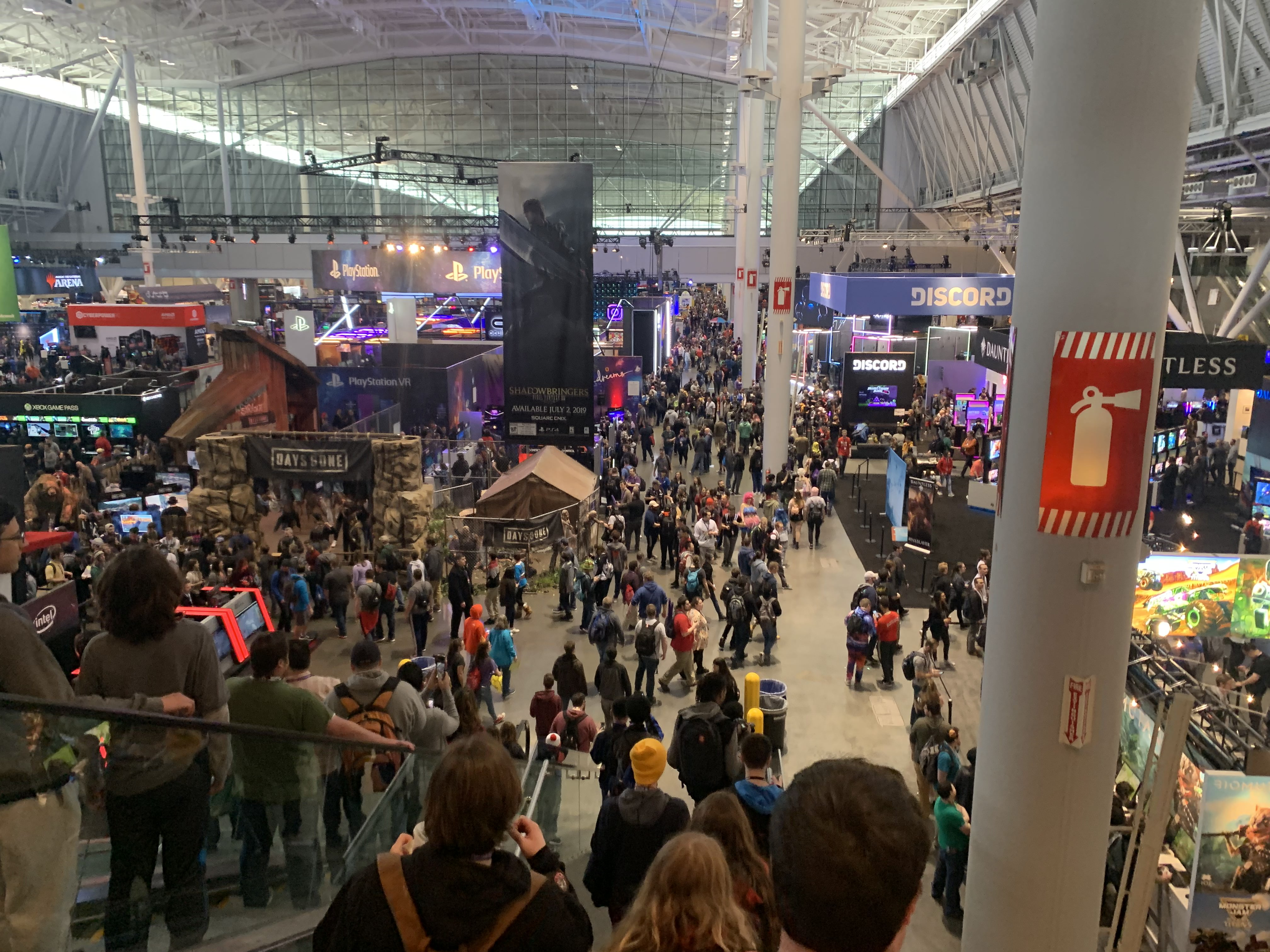
2019年PAX East游戏展
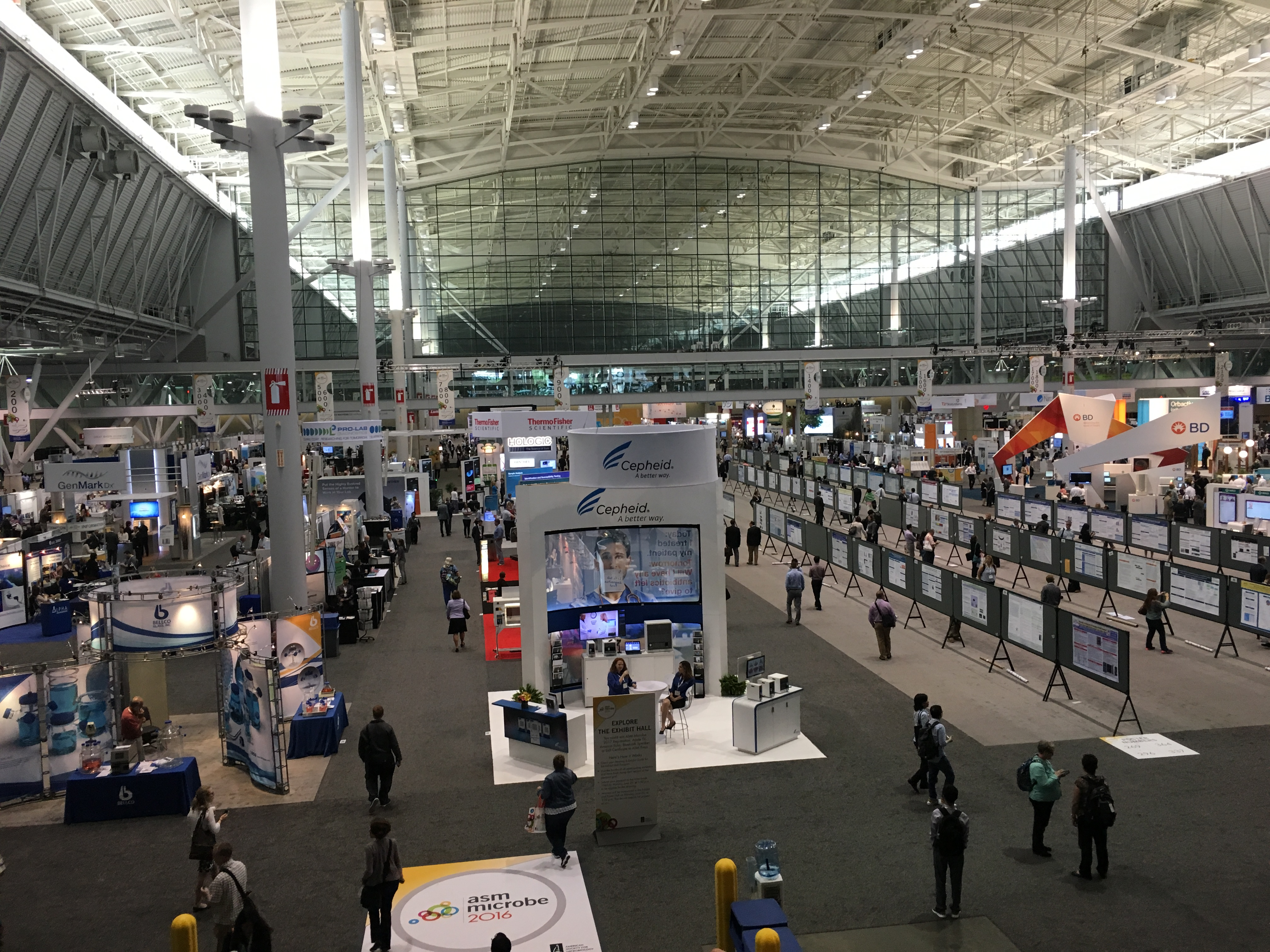
2016年美国微生物学会展会